# SV Hindenburg Allenstein
Der SV Hindenburg Allenstein (später Standort MSV Hindenburg Allenstein) war ein Sportverein aus der ostpreußischen Stadt Allenstein (heute Olsztyn). Die Fußballabteilung wurde drei Mal Meister der Gauliga Ostpreußen.

## Geschichte

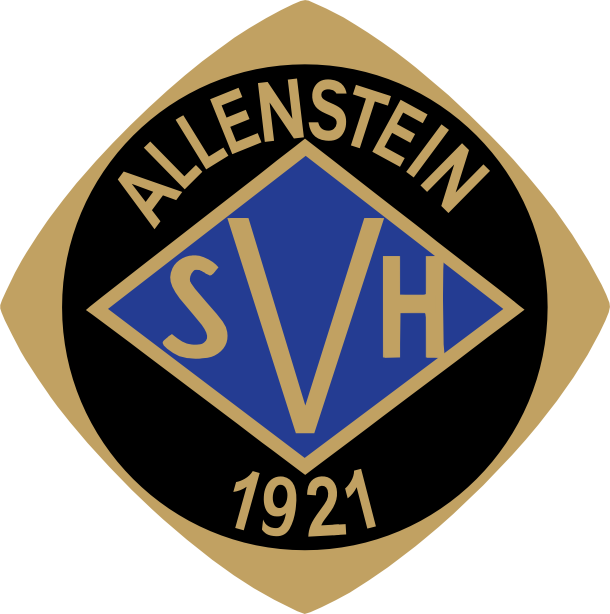
Kurmark-Logo

Der Verein wurde 1921 als SV Hindenburg Allenstein gegründet und spielte im Ligensystem des Baltischen Rasen- und Wintersport-Verbandes (BRWV). Der Vereinsname geht auf den Generalfeldmarschall und späteren Reichspräsidenten Paul von Hindenburg zurück. Ab 1921/22 ist ein Spielbetrieb in der erstklassigen Bezirksliga Südostpreußen überliefert, nach der Saison 1923/24 zog sich der Verein jedoch aus unbekannten Gründen aus dieser Spielklasse zurück. Ab 1925/26 spielte Allenstein in der zweitklassigen 1. Klasse Südostpreußen. Durch den Sieg im Bezirkspokal West 1927 qualifizierte sich der Verein für die Aufstiegsrunde zur Ostpreußenliga 1928/29, musste sich aber dem SC Preußen Insterburg und der SV Masovia Lyck geschlagen geben und verpasste den Aufstieg in die Erstklassigkeit. Als Sieger der Staffelliga West 1928/29 qualifizierte sich Allenstein erneut für die Aufstiegsrunde zur Ostpreußenliga 1929/30. Dieses Mal wurde die Aufstiegsrunde erfolgreich gestaltet, so dass der SV Hindenburg Allenstein zur Spielzeit 1929/30 wieder erstklassig spielte. 1931/32 qualifizierte sich der Verein durch den Sieg in der Abteilungsliga Süd für die ostpreußische Fußballendrunde. In dieser wurde Allenstein hinter dem Serienmeister VfB Königsberg Zweitplatzierter und durfte somit an der baltischen Fußballendrunde 1932 teilnehmen. In diesem Rundenturnier erreichte Allenstein trotz einer 1:6-Heimniederlage gegen den VfB Königsberg den ersten Tabellenplatz, wurde somit zum ersten Mal baltischer Fußballmeister und durfte dadurch an der deutschen Fußballmeisterschaft 1931/32 teilnehmen. Dort schied Hindenburg Allenstein jedoch bereits im Achtelfinale aus, das am 8. Mai 1932 in Königsberg ausgetragene Spiel ging gegen Eintracht Frankfurt mit 0:6 verloren. Auch 1932/33 gewann Allenstein die Abteilungsliga Süd, in der ostpreußischen Fußballendrunde wurde in dieser Spielzeit ebenfalls der Sieg errungen. Konnte man in dieser den SV Prussia-Samland Königsberg noch hinter sich lassen, war Königsberg in der anschließenden baltischen Fußballendrunde konstanter, so dass Allenstein trotz zwei Siegen im Direktvergleich mit Königsberg im Rundenturnier nur den zweiten Platz erreichte. Auch dieser berechtigte zur Teilnahme an der Deutschen Fußballmeisterschaft 1932/33, dort konnte Hindenburg Allenstein im Achtelfinale sensationell den zweimaligen deutschen Fußballmeister Hertha BSC mit 4:1 schlagen. Dieser Sieg war insofern bemerkenswert, als das es bisher überhaupt erst dreimal vorgekommen ist, dass Vereine aus dem Baltischen Sport-Verband die erste Runde der deutschen Fußballmeisterschaft überstanden haben. Im Halbfinale war dann für Allenstein jedoch Schluss, wie im Vorjahr unterlag der Verein Eintracht Frankfurt, dieses Mal mit 2:12.
Mit Machtübernahme der Nationalsozialisten 1933 wurden die Fußballverbände aufgelöst und durch Sportgaue ersetzt. Die vier besten Mannschaften aus der Abteilungsliga Süd erhielten einen Startplatz in der Gauliga Ostpreußen 1933/34. Durch den ersten Tabellenplatz in der eigentlich für die Verbandsendrunde 1933/34 vorgesehenen Liga qualifizierte sich der SV Hindenburg Allenstein für die Gauliga Ostpreußen. 1933/34 zog Allenstein als Sieger der Gruppe B in das Gaufinale ein. Der 3:2-Hinspielsieg über den SC Preußen Danzig reichte nicht, Allenstein verlor das Rückspiel mit 1:6 und verpasste den Gaumeistertitel. 1935/36 zog der Verein erneut in das Gaufinale ein, dieses Mal hieß der Gegner SV Prussia-Samland Königsberg. Mit zwei Siegen (2:0 und 7:2) sicherte sich Allenstein seinen ersten Gaumeistertitel und qualifizierte sich für die deutsche Fußballmeisterschaft 1935/36, in der Allenstein bereits in der Gruppenphase ausschied. Im Tschammerpokal 1936 erreichte der Verein das Achtelfinale, das mit 1:3 gegen den VfB Peine verloren wurde. Die erfolgreiche Titelverteidigung der Gaumeisterschaft gelang 1936/37 durch einen 7:0-Erfolg im Rückspiel gegen den SV Yorck Boyen Insterburg, in der anschließenden deutschen Fußballmeisterschaft war erneut bereits in der Gruppenphase Schluss. 1938/39 konnte der inzwischen unter dem Namen Standort MSV Hindenburg Allenstein zum Militärverein gewordene Verein letztmals die Gaumeisterschaft Ostpreußens erringen.
Die Feldhandball-Abteilung spielte in den 1930er-Jahren mehrere Spielzeiten in der erstklassigen Handball-Gauliga Ostpreußen. 1933/34 unterlag Allenstein im Gaufinale dem TV Neufahrwasser knapp mit 5:6 und verpasste dadurch die Teilnahme an der deutschen Feldhandball-Meisterschaft.
Mit Beginn des Zweiten Weltkrieges 1939 konnte der Militärsportverein nicht mehr am Spielbetrieb teilnehmen. Trotz nur sechs Spielzeiten in der Gauliga Ostpreußen belegt der Verein in der ewigen Tabelle dieser Gauliga hinter dem VfB Königsberg den zweiten Platz. Nach dem Zweiten Weltkrieg wurde das einstmals deutsche Allenstein von der Sowjetunion besetzt und unter polnische Verwaltung gestellt. Der MSV Hindenburg Allenstein wurde, wie alle übrigen deutschen Vereine und Einrichtungen, zwangsaufgelöst.

## Erfolge
- Baltischer Fußballmeister: 1932
- Meister der Gauliga Ostpreußen: 1936, 1937, 1939
- Teilnahme am Tschammerpokal: 1938

## Bekannte Spieler
- Paul Glowka, Fußballtorhüter
- Erich Goede, Nationalspieler
- Helmut Kronsbein, Trainer Hannover 96, Hertha BSC
- Erich Leibenguth
- Kurt Welsch

## Leichtathletik
Mit Emil Hirschfeld hatte der Verein einen erfolgreichen Leichtathleten, der bei den Deutschen Leichtathletik-Meisterschaften mehrere Medaillen gewinnen konnte. Hirschfeld nahm ebenfalls an den Olympischen Spielen 1928 in Amsterdam teil, bei denen er im Kugelstoßen die Bronzemedaille gewann. Hirschfeld stellte ebenfalls einen neuen Weltrekord im Kugelstoßen mit der Weite von 16,04 m auf. Er war damit der Erste, der die 16-Meter-Marke übertraf.